# Per aspera ad astra

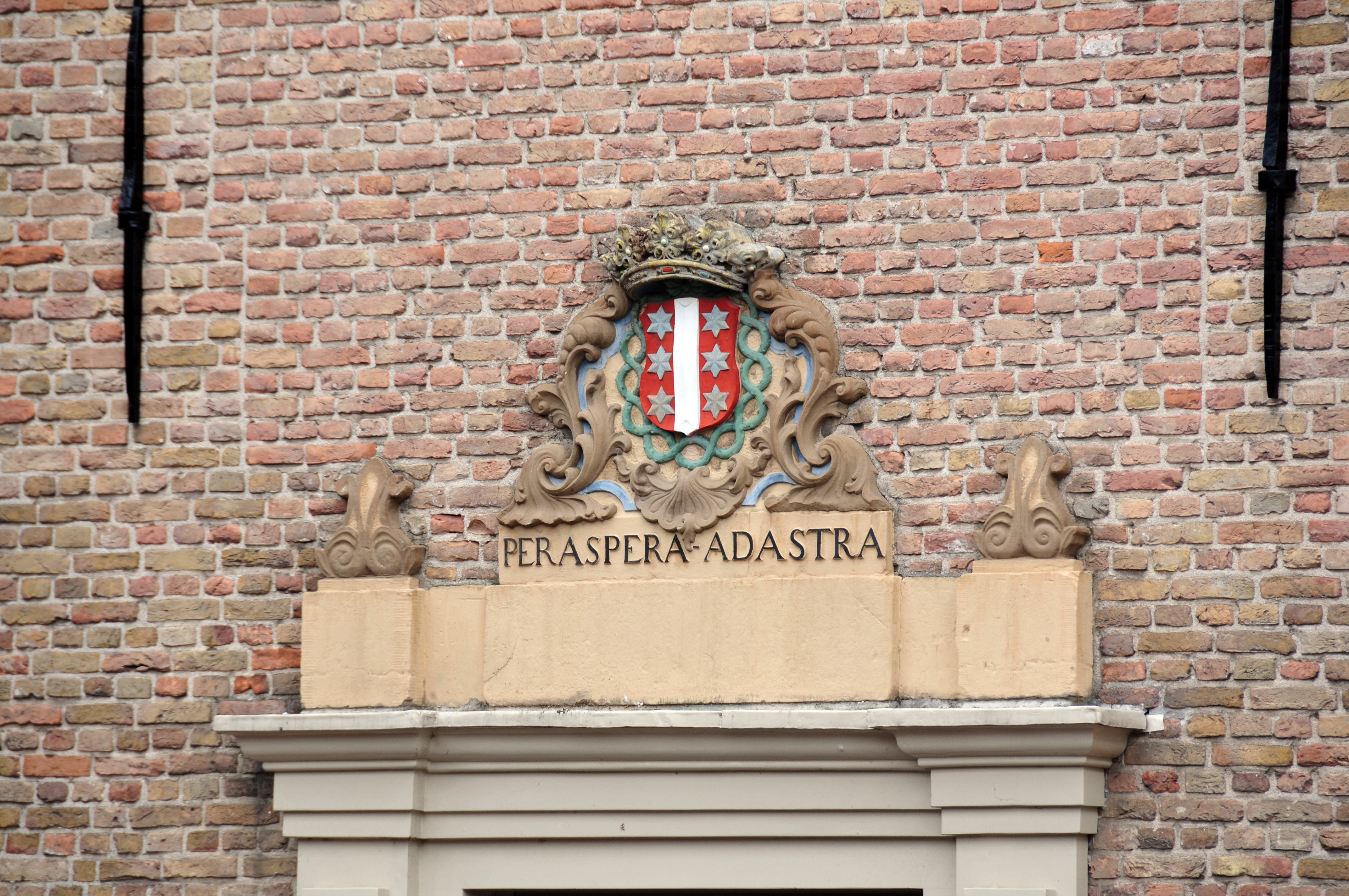
Tekst boven de ingang van de Agnietenkapel in Gouda-centrum

Per aspera ad astra is een Latijnse zin die “via moeilijkheden naar de sterren” betekent. Deze zin staat onder andere op een plaat van de Apollo 1 bevestigd aan lanceercomplex 34.

## Gebruik
Verschillende organisaties en groeperingen gebruiken deze uitdrukking en varianten erop.

### Krijgsmacht en overheid
- Koninklijke Marine Nederland, op het wapenschild van Hr. Ms. Hertog Hendrik.
- Zuid-Afrikaanse luchtmacht[2]
- Royal Air Force (Per Ardua Ad Astra)
- Royal Canadian Air Force (Per Ardua Ad Astra)
- Militair-Technische Academie in Boekarest, Roemenië
- National Aeronautics and Space Administration
- Voormalige opleidingsschool van de Nederlandse luchtmacht LIMOS in Nijmegen[3]
- School Reserve-officieren Infanterie Bandoeng (SROI) te Bandoeng (1946/1947)[4]

### Educatie en onderzoek
- California State University - East Bay
- Campbell University (Ad Astra per Aspera)
- Stevens Institute of Technology
- Universiteit van Klagenfurt

### Politieke entiteiten
- Staat Kansas (Ad Astra per Aspera)
- Hertogdom Mecklenburg-Schwerin
- Gouda, Nederland (zie Wapen van Gouda)
- Coalhurst, Alberta

## Varianten
- Ad Astra per aspera
- Per ardua ad astra